# Nely Miranda
Nely Edith Miranda Herrera  (Puebla, 2 de agosto de 1972) es una política y deportista mexicana que compite en natación adaptada, especialista en los 50 m estilo libre, 100 m estilo libre y 200 m estilo libre. En el ámbito político, se desempeñó como diputada suplente por el distrito 12 de Veracruz hasta retirarse en 2012.
Fue parte del conjunto femenino de deportistas mexicanas que asistió a los Juegos Paralímpicos de Pekín 2008 donde ganó dos medallas de oro en los 50 m estilo libre —donde impuso un nuevo récord mundial con 46s27— y 100 m estilo libre, ambas en la categoría S4, mientras que en los 200 m estilo libre quedó séptima; Su entrenador fue Fernando Vélez. Adicionalmente, ha representado a su país en varios campeonatos nacionales e internacionales donde ha ganado varias preseas.
A nivel continental, participó en los Juegos Parapanamericanos de 2007 en Río de Janeiro, donde recibió la medalla de plata en los 200 m estilo libre; cuatro años después, y en los Juegos Parapanamericanos de 2011 en Guadalajara, donde alcanzó tres medallas de bronce en los 50 m estilo libre, 100 m estilo libre y 200 m estilo libre, todas dentro de la categoría S5.
El 20 de junio de 2010, superó el récord americano de los 50 m estilo libre femenino categoría S4 con un tiempo de 45s74 en Berlín. El 18 de agosto superó la marca americana en los 100 m estilo libre femenino de la misma categoría con un cronometraje de 1min41s74 en Eindhoven. Por otro lado, durante los Juegos Parapanamericanos de 2011, superó la plusmarca panamericana de los 200 m estilo libre femenino con un tiempo de 3min41s60.
El año 2008 recibió el Premio nacional de Deporte junto a María del Rosario Espinoza, Guillermo Pérez Sandoval, Amalia Pérez Vázquez y José Luis Onofre; por otro lado, el año 2009 recibió el Premio estatal del deporte de Veracruz.
En los Juegos Parapanamericanos Toronto 2015 consiguió la Medalla de Oro y el récord mundial de 39.92 segundos en la prueba de 50 metros libres S4. Un año después rompió récord mundial en los 50 metros libres en la categoría S4. 
Durante los Juegos Paralímpicos de Río 2016 obtuvo la medalla de bronce.  Fue una de las nueve seleccionadas nacionales que representaron a México en natación durante los Juegos Paralímpicos de Tokio 2020 donde obtuvo medalla de bronce en los 50 metros estilo pecho SB3 .